# Scolosanthus crucifer
Scolosanthus crucifer är en måreväxtart som beskrevs av Charles Wright. Scolosanthus crucifer ingår i släktet Scolosanthus och familjen måreväxter.
Artens utbredningsområde är Kuba. Inga underarter finns listade i Catalogue of Life.